# 飯山市立泉台小学校
飯山市立泉台小学校（いいやましりつ いずみだいしょうがっこう）は、長野県飯山市にある公立小学校。2025年3月に廃校し、近隣の3つの小学校と統合される。

## 概要
校名の由来
- 校名「泉台小学校」は、校舎が建つ飯山市大字旭（北原）の地域に古くから湧き水があり、周囲を潤してきたことに基づいている。校地内にも現在も湧き水が見られ、この泉のように絶え間なく成長し、社会に貢献する人材を育成することを願って名付けられた[1]。

校歌
- 作詞は古田十一郎、作曲は藤森章。

校章
- 冬の深い雪に耐え、たくましく成長するユキツバキの花を象徴として、花弁が5枚の形を取り、春の女神とされるギフチョウの食草であるカンアオイの花弁を中心に配置。これは、柳原小、富倉小、外様小の3校の統合を表している。また、「泉台」の「い」の文字が小学校の「小」の字を包み、泉台が永遠に栄え、発展し続けることを象徴している（校章図案制作者：半藤  好男）[1][2]。